# Zafferano (spezia)

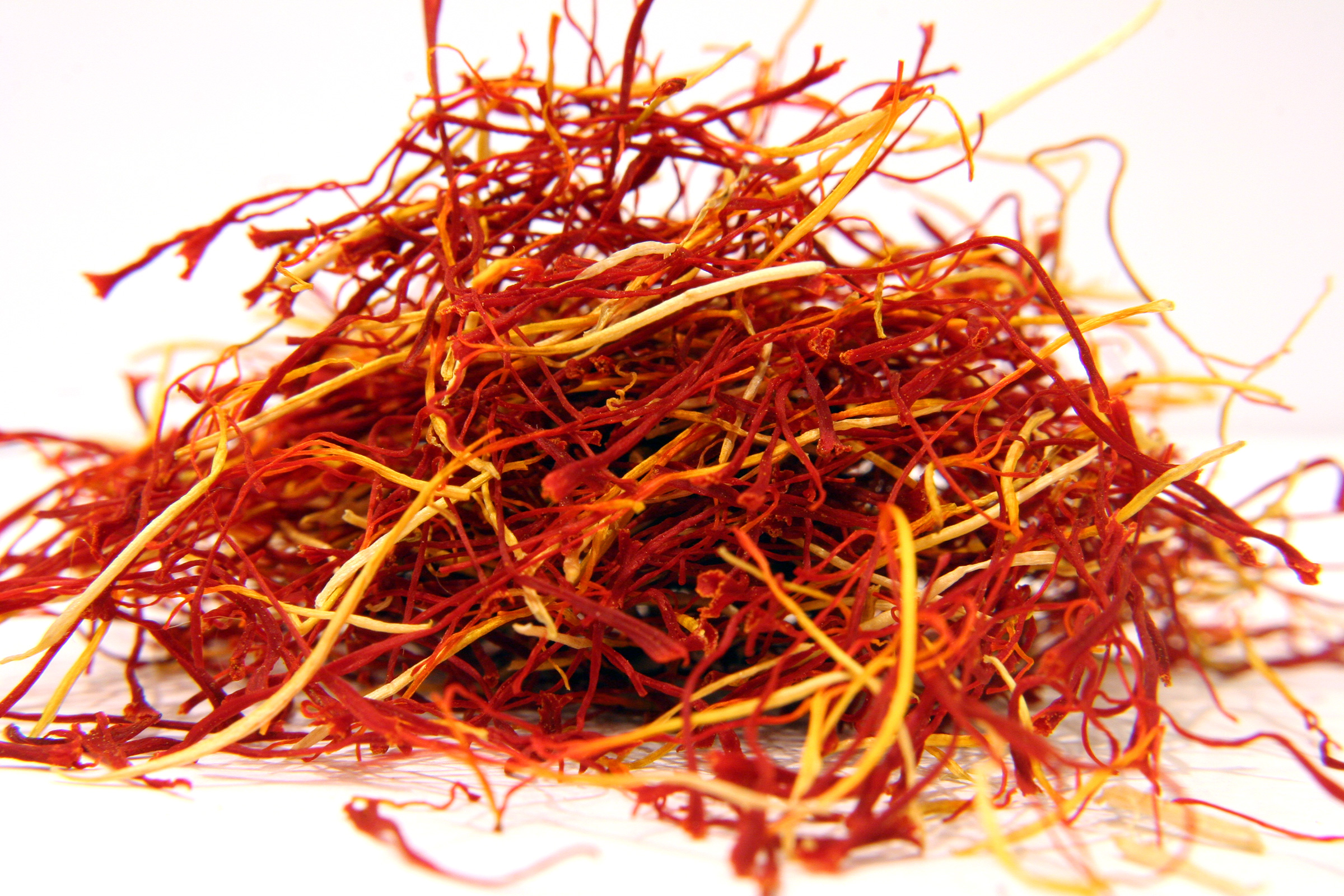
Stigmi seccati da fiori di zafferano

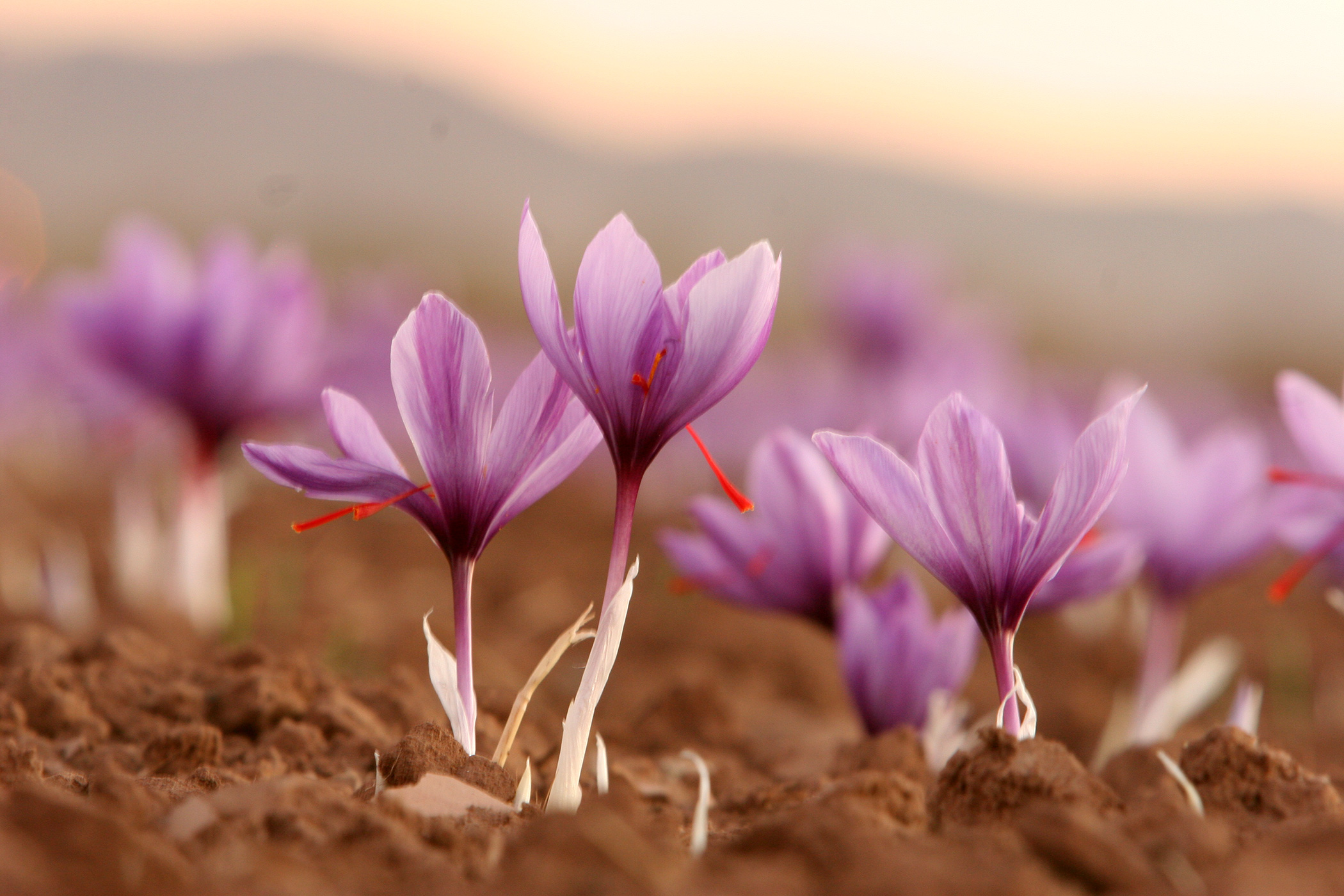
Coltivazione di fiori di zafferano, Torbat-e-Heydarieh, provincia di Razavi Khorasan, Iran

Lo zafferano ([ʣaffeˈraːno]) è una spezia che si ottiene dagli stigmi del fiore del Crocus sativus, conosciuto anche come zafferano vero, una pianta della famiglia delle Iridacee. La pianta di zafferano vero cresce fino a 20–30 cm e dà fino a quattro fiori, ognuno con tre stigmi color cremisi intenso. Gli steli e gli stigmi vengono raccolti e fatti seccare per essere usati principalmente in cucina, come condimento e colorante. Lo zafferano, annoverato tra le spezie più costose del mondo, è originario della Grecia o dell'Asia Minore e fu coltivato per la prima volta in Grecia. Come clone geneticamente monomorfo, si è diffuso lentamente per la maggior parte dell'Eurasia e più tardi è stato portato in aree del Nord Africa, dell'America del Nord e dell'Oceania.
Lo zafferano vero, la cui specie selvatica è sconosciuta, probabilmente discende dal Crocus cartwrightianus, originario dell'isola di Creta; il Crocus thomasii e il Crocus pallasii sono altri possibili precursori. La pianta è un triploide autoincompatibile il cui maschio è sterile; subisce una meiosi aberrante e quindi non è capace di riprodursi sessualmente in maniera indipendente. La propagazione avviene infatti con moltiplicazione vegetativa, attraverso la selezione di un clone iniziale o per ibridazione interspecifica. Se il C. sativus è una forma mutata del C. cartwrightianus, potrebbe essersi sviluppata come specie, preferita per i lunghi stigmi, da una selezione vegetale nella Creta della tarda età del bronzo.
L'aroma dello zafferano e l'odore simile a fieno e iodoformio sono dovuti alle molecole picrocrocina e safranale. Contiene inoltre un pigmento carotenoide, la crocina, che dà una tonalità giallo-dorata ai piatti e ai tessuti. La sua storia documentata comincia con un trattato botanico assiro del VII secolo a.C. compilato sotto il regno di Sardanapalo e per oltre quattro millenni è stato commerciato e usato. Ha costituito nel Medioevo l'unica spezia commerciata in Occidente di provenienza indigena. Attualmente la produzione iraniana di zafferano rappresenta il 90% di quella mondiale.

## Etimologia
Il termine zafferano è attestato nella lingua italiana dal XIV secolo e deriva dall'arabo zaʿfarān (زَعْفَرَان), che equivale al persiano zaâfara, termine indicante il croco. La parola è giunta alla lingua italiana attraverso la forma del latino medioevale safaranum, da cui deriva anche la forma spagnola azafran.
Una derivazione alternativa vorrebbe che zaʿfarān sia la forma resa in arabo della parola persiana زرپران zarparān, data da zar + par + -ān, propriamente "alle ali d'oro". Ancora più antico è l'accadico azupiranu, "zafferano". Nel latino classico il termine usato era invece crŏcum, prestito linguistico di provenienza semitica: è adattato dalla forma aramaica kurkema attraverso il termine arabo kurkum e gli intermedi greci krokos o karkum, che significa ancora "giallognolo". L'origine ultima potrebbe essere il sanscrito kunkumam, a meno che non sia anch'esso un prestito dalle lingue semitiche.

## Specie

### Descrizione
| corolla | stami  |
| cormo   | stigma |

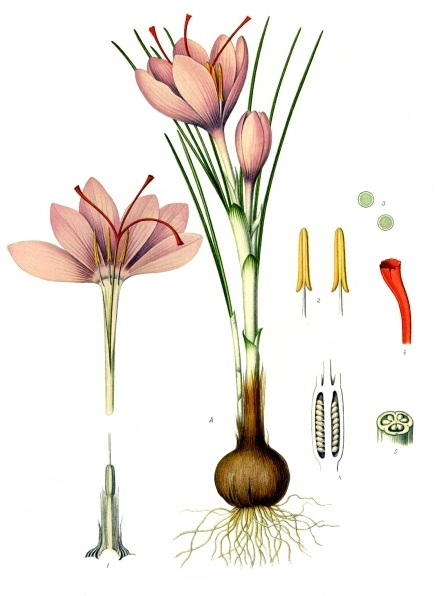
Dal Koehler's Medizinal-Pflanzen:

La forma domestica del croco da zafferano, il Crocus sativus, è una pianta perenne delle Angiosperme che fiorisce in autunno, la cui forma selvatica è sconosciuta. Progenitore potrebbe essere il Crocus cartwrightianus, anch'essa angiosperma dalla fioritura autunnale, originaria della zona orientale del bacino mediterraneo. La forma domestica si è probabilmente originata quando il C. cartwrightianus è stato sottoposto a un'intensiva selezione artificiale da parte di agricoltori alla ricerca di stigmi più lunghi. Altri possibili progenitori della pianta sono il C. thomasii e il C. pallasii.
È una forma sterile triploide, ovvero avente tre copie di ogni cromosoma omologo a costituire il corredo genetico di ogni esemplare; il C. sativus ha un corredo aploide di otto cromosomi, per un totale quindi di 24. Essendo la pianta sterile, i fiori non riescono a riprodursi attraverso i semi, dovendo fare affidamento sull'intervento umano: gruppi di cormi, organi simili a bulbi che si trovano sottoterra e immagazzinano amido, devono essere scavati, divisi e ripiantati. Un cormo sopravvive per una stagione, producendo con la sua divisione vegetativa fino a dieci piccoli cormi che possono svilupparsi in nuove piante nella stagione successiva. I cormi compatti sono piccoli globi marrone che hanno un diametro di 5 cm, una base piatta e sono avvolti in una densa rete di fibre parallele, rivestimento chiamato "tunica del cormo". Il cormo inoltre sostiene delle fibre verticali sottili e simili a una rete che crescono fino a 5 cm al di sopra del collo della pianta.
La pianta cresce fino a un'altezza di 20–30 cm e da essa germogliano 5-11 catafilli, foglie bianche e non fotosintetiche. Queste strutture coprono e proteggono come membrane le 5-11 foglie vere del croco quando sbocciano e si sviluppano. Queste ultime sono verdi, sottili, dritte e lanceolate, con un diametro di 1–3 mm e possono svilupparsi o dopo che i fiori si sono aperti (isteranzia) oppure contemporaneamente alla fioritura.
I catafilli del C. sativus potrebbero comparire, secondo alcuni, prima della fioritura se nella stagione di crescita la pianta viene irrigata presto. L'asse dei fiori ha delle piccole brattee, foglie specializzate che germogliano dallo stelo del fiore, il pedicello. Dopo l'estivazione in primavera, la pianta emette le sue foglie vere, ognuna lunga fino a 40 cm. In autunno compaiono le gemme viola. Solo nel mese di ottobre, dopo che la maggior parte delle altre piante ha liberato i propri semi, si sviluppano dei fiori dal colorito brillante che varia tra una leggera sfumatura pastello di lilla e un malva più scuro e screziato. I fiori hanno un profumo dolce, simile al miele. Appena terminata la fioritura, le piante raggiungono un'altezza media minore di 30 cm. Da ogni fiore spunta uno stilo a tre punte, ognuna delle quali termina con uno stigma cremisi intenso alto 25–30 mm.

### Coltivazione

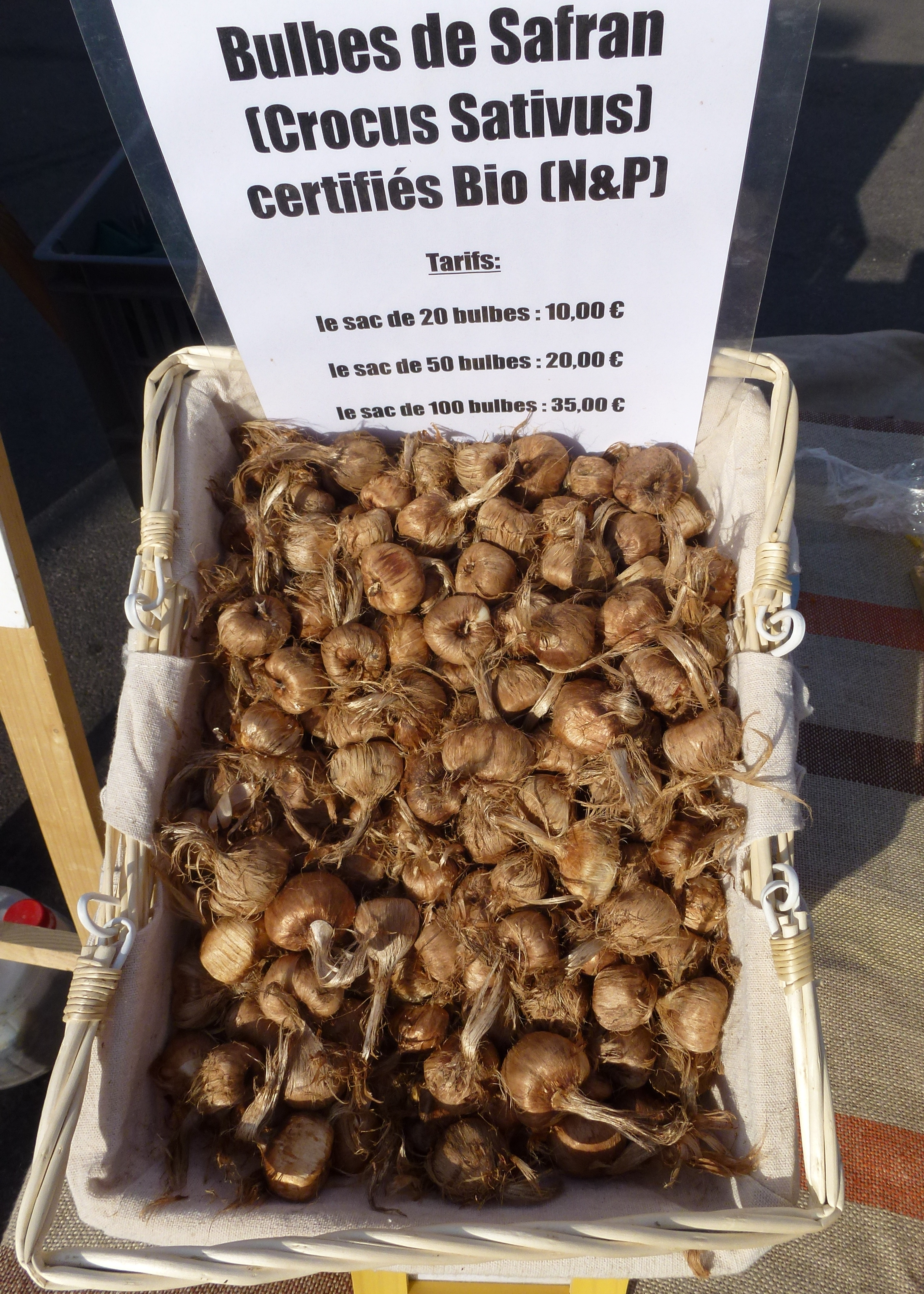
Bulbi in vendita per la riproduzione vegetativa

Il Crocus sativus cresce molto bene nella macchia mediterranea e in climi simili come chaparral californiano e matorral cileno, dove la brezza estiva, calda e secca, soffia su terre semi-aride. Può tuttavia sopravvivere anche a inverni freddi, tollerando temperature fino a -10 °C e brevi periodi coperto dalla neve. È necessaria l'irrigazione se cresce al di fuori di ambienti umidi come quello del Kashmir, dove ci sono precipitazioni medie annuali di 1 000–1 500 mm; rispetto alla zona di coltivazione principale, quella iraniana, le regioni di coltura in Spagna (500 mm annui) e in Grecia (400 mm annui) sono molto più secche. Ciò è possibile grazie alla tempistica della stagione umida locale: abbondanti piogge primaverili ed estati più secche costituiscono un clima ottimale. La pioggia immediatamente precedente alla fioritura aumenta il raccolto di zafferano, un tempo piovoso o freddo durante la fioritura invece promuove malattie e riduce il raccolto. Un'umidità persistente e condizioni di forte caldo danneggiano le coltivazioni; conigli, topi e uccelli causano danni scavando i cormi. Nematodi, ruggini delle foglie e marcescenza dei cormi costituiscono altre minacce. Tuttavia l'inoculazione del bacillo del fieno può portare vantaggi ai coltivatori accelerando la crescita dei cormi e aumentando la biomassa di stigmi raccolti.
La pianta sopravvive male in condizioni d'ombra, crescendo al meglio esposta alla piena luce solare. Ideali sono i terreni inclinati verso la luce del sole, come ad esempio quelli inclinati verso sud nell'emisfero boreale. La semina viene effettuata principalmente a giugno nell'emisfero settentrionale, dove i bulbi vengono piantati a una profondità di 7–15 cm; le radici, lo stelo e le foglie possono svilupparsi tra ottobre e febbraio. La profondità e lo spazio tra i cormi sono fattori critici nel determinare i raccolti. Cormi "madre" piantati più in profondità producono zafferano di alta qualità, ma formano meno boccioli e cormi "figli". Gli agricoltori italiani ottimizzano la resa dei pistilli piantando a 15 cm di profondità e in file a una distanza di 2–3 cm; una profondità di 8–10 cm ottimizza invece la produzione di fiori e cormi. I coltivatori greci, marocchini e spagnoli impiegano profondità e distanze proprie, adattate ai loro ambienti.

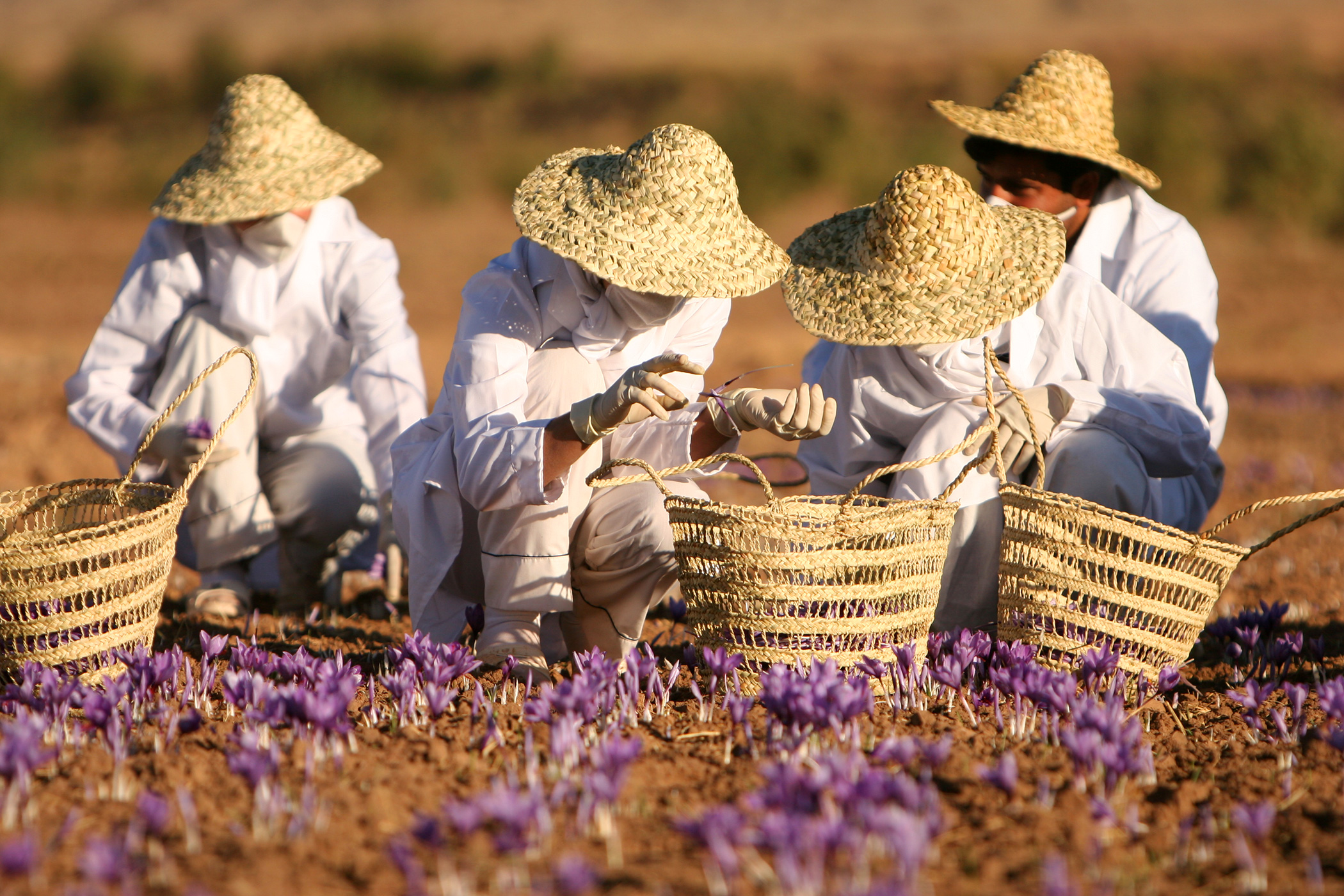
Raccolta di zafferano a Torbat-e Heydariyyeh (Iran)

Il C. Sativus preferisce suoli argilloso-calcarei friabili, a bassa densità, ben irrigati e ben drenati e con alto contenuto organico. Letti coltivati tradizionalmente promuovo un buon drenaggio. Il contenuto organico dei suoli veniva storicamente incrementato con l'applicazione di 20-30 tonnellate di concime per ettaro. In seguito, senza ulteriori applicazioni di concime, venivano piantati i cormi. Dopo il periodo estivo di quiescenza, i cormi emettono le loro foglie strette e iniziano a gemmare nella prima parte dell'autunno, a metà del quale, poi, fioriscono. La raccolta deve necessariamente essere fatta velocemente: dopo essere sbocciati all'alba, i fiori appassiscono velocemente con il passare del giorno; tutte le piante fioriscono in una finestra di una o due settimane. All'incirca 150 fiori insieme fruttano 1 g di pistilli di zafferano secchi; per produrre 12 g di zafferano secco (o 72 g umido e raccolto da poco) è necessario 1 kg di fiori. Un fiore appena colto ha una resa media di 30 mg di zafferano fresco o 7 mg di zafferano secco.
Circa il 90% della produzione mondiale di zafferano arriva dall'Iran. In Italia lo zafferano viene prodotto in diverse regioni, con il riconoscimento di denominazione di origine protetta per lo zafferano aquilano (Abruzzo, provincia dell'Aquila), lo zafferano di Sardegna (città metropolitana di Cagliari) e lo zafferano di San Gimignano (Toscana, provincia di Siena). Altre zone di coltivazione nella penisola sono a Felitto in provincia di Salerno a Montegiorgio, nelle Marche, e a Cascia e Città della Pieve, in Umbria.

### Specie simili
- Si può confondere con il Colchicum, noto anche come falso zafferano, che è assai velenoso e alle cui tossine mortali non esiste antidoto. Ogni anno si verificano in Italia numerose fatalità[13].

## Spezie

### Chimica
β–D-derivato glucopiranosico
     gruppo funzionale safranale

Struttura della picrocrocina:
β–D-derivato glucopiranosico
gruppo funzionale safranale

Lo zafferano contiene più di 150 composti volatili e aromatici e ha anche svariati composti attivi non volatili, molti dei quali sono carotenoidi, tra cui si possono citare zeaxantina, licopene e α- e β-carotene. Il colore giallo-arancione dorato dello zafferano però è dovuto principalmente all'α-crocina, l'estere di trans-crocetina e di di-(β-D-gentiobiosile), avente il nome IUPAC di acido 8,8-diapo-8,8-carotenoico. Ciò significa che la crocina alla base dell'aroma dello zafferano è un estere digentiobiosico del carotenoide crocetina. Le crocine stesse sono una serie di carotenoidi idrofili, esteri polieni della crocetina o monoglicosilici o diglicosilici. La crocetina è un acido dicarbossilico polienico coniugato che è liposolubile, essendo idrofobico. Quando la crocetina è esterificata con due molecole di gentobiosio, uno zucchero idrosolubile, il prodotto è anch'esso idrosolubile. L'α-crocina che ne risulta è un pigmento carotenoide che può costituire più del 10% della massa di zafferano secco. I due gentobiosi esterificati rendono l'α-crocina ideale per colorare piatti a base acquosa e non lipidici, come pietanze a base di riso.
| β–D-gentiobiosio | crocetina |

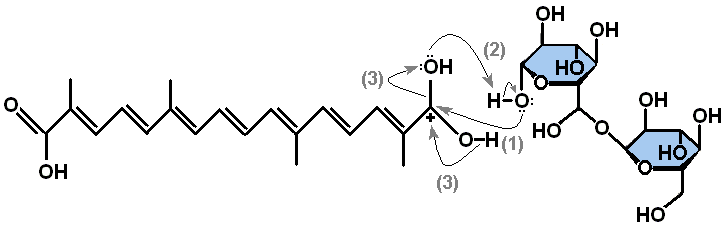
Reazione di esterificazione tra la crocetina e il gentiobiosio. Componenti dell'α–crocina:

Il glucoside amaro picrocrocina è responsabile del sapore dello zafferano. La picrocrocina (formula chimica: C16H26O7; nome sistematico: 4-(β-D-glucopyranosyloxy)-2,6,6- trimethylcyclohex-1-ene-1-carboxaldehyde) è l'unione di una subunità aldeidica conosciuta come safranale (nome sistematico: 2,6,6-trimetilcicloesa-1,3-diene-1-carbossialdeide) con un carboidrato. Ha delle proprietà insetticide e pesticide e può costituire fino al 4% dello zafferano secco. La picrocrocina è una versione troncata del carotenoide zeaxantina prodotta attraverso clivaggio ossidativo ed è anche il glicoside dell'aldeide terpenica safranale.
Quando lo zafferano, dopo la raccolta, viene fatto seccare, il calore e l'azione enzimatica dividono la picrocrocina in D-glucosio e una molecola libera di safranale. Il safranale, un olio volatile, dona allo zafferano gran parte del suo caratteristico aroma; esso è meno amaro della picrocrocina e in alcuni saggi può arrivare a costituire fino al 70% della frazione volatile dello zafferano secco. Un altro elemento determinante per l'aroma dello zafferano è il 2-idrossi-4,4,6-trimetil-2,5-cicloesadien-1-one, che quando viene fatto seccare come il fieno, produce un profumo descritto come quello dello zafferano. I chimici ritengono che questo abbia l'influenza più forte nel determinare il profumo dello zafferano, nonostante la sua presenza quantitativamente minore rispetto al safranale. Lo zafferano secco è molto sensibile alle fluttuazioni di pH e i suoi legami chimici si rompono rapidamente in presenza di luce e agenti ossidanti. Per questo motivo deve essere conservato in contenitori ermetici, per minimizzare il contatto con l'ossigeno atmosferico. Lo zafferano è però piuttosto resistente al calore.

### Classi e categorie ISO 3632

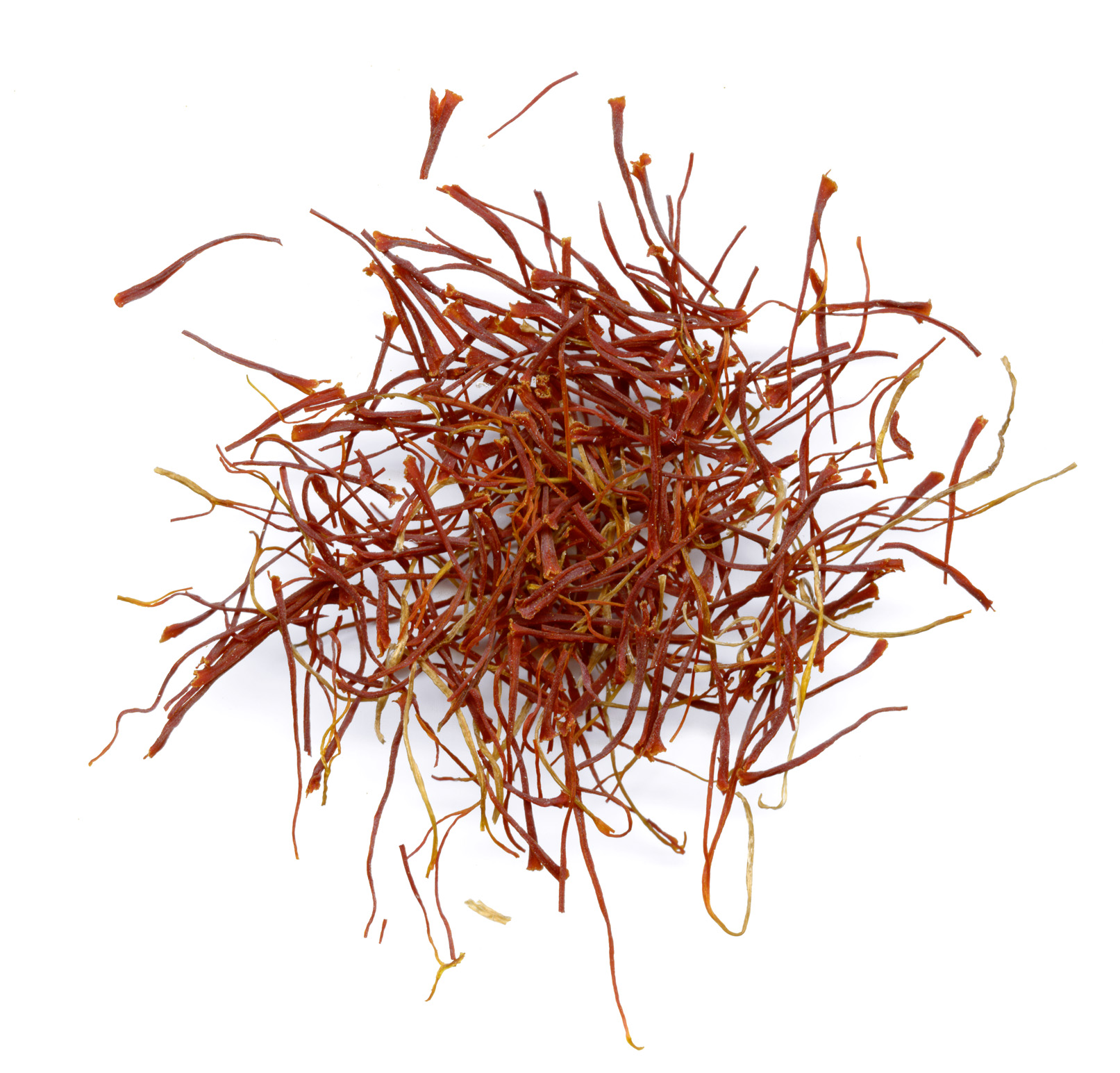
Pistilli gialli e stili rossi iraniani

Lo zafferano non è tutto della stessa qualità e intensità. L'intensità dipende da vari fattori, tra cui la quantità di stilo raccolto insieme allo stigma rosso e l'età dello zafferano stesso. La maggior presenza di stilo nella parte raccolta significa una minore intensità per grammo di zafferano, poiché il colore e il profumo sono concentrati negli stigmi. Lo zafferano da Spagna, Iran e Kashmir viene classificato in classi in base alle quantità relative di stigmi rossi e stili gialli. Le classi dello zafferano iraniano sono: "sargol" (solo le punte degli stigmi rossi, la classe con la maggior intensità), "pushal" or "pushali" (stigmi rossi più alcuni stili gialli, intensità più bassa), "bunch" (stigmi rossi più una maggiore quantità di stili gialli, presentato in piccoli mazzetti come fascetti di grano in miniatura) e "konge" (solo stili gialli, per cui viene rivendicato l'avere un aroma, ma con uno scarso potenziale colorante). Le classi dello zafferano spagnolo sono: "coupé" (il più intenso, come il "sargol" iraniano), "mancha" (come il "pushal" iraniano), e, in ordine di intensità decrescente, "rio", "standard" e "sierra". Il nome "mancha" nella classificazione spagnola può avere due significati: una classe generica di zafferano oppure una varietà di qualità molto alta coltivata in Spagna, con una specifica origine geografica. Il vero zafferano La Mancha coltivato in Spagna ha il riconoscimento di prodotto DOP, indicato sull'etichetta. I coltivatori spagnoli hanno lottato molto per ottenere questo status poiché si sono resi conto che le importazioni di zafferano iraniano rietichettato in Spagna e venduto come zafferano La Mancha stavano danneggiando il marchio originale.

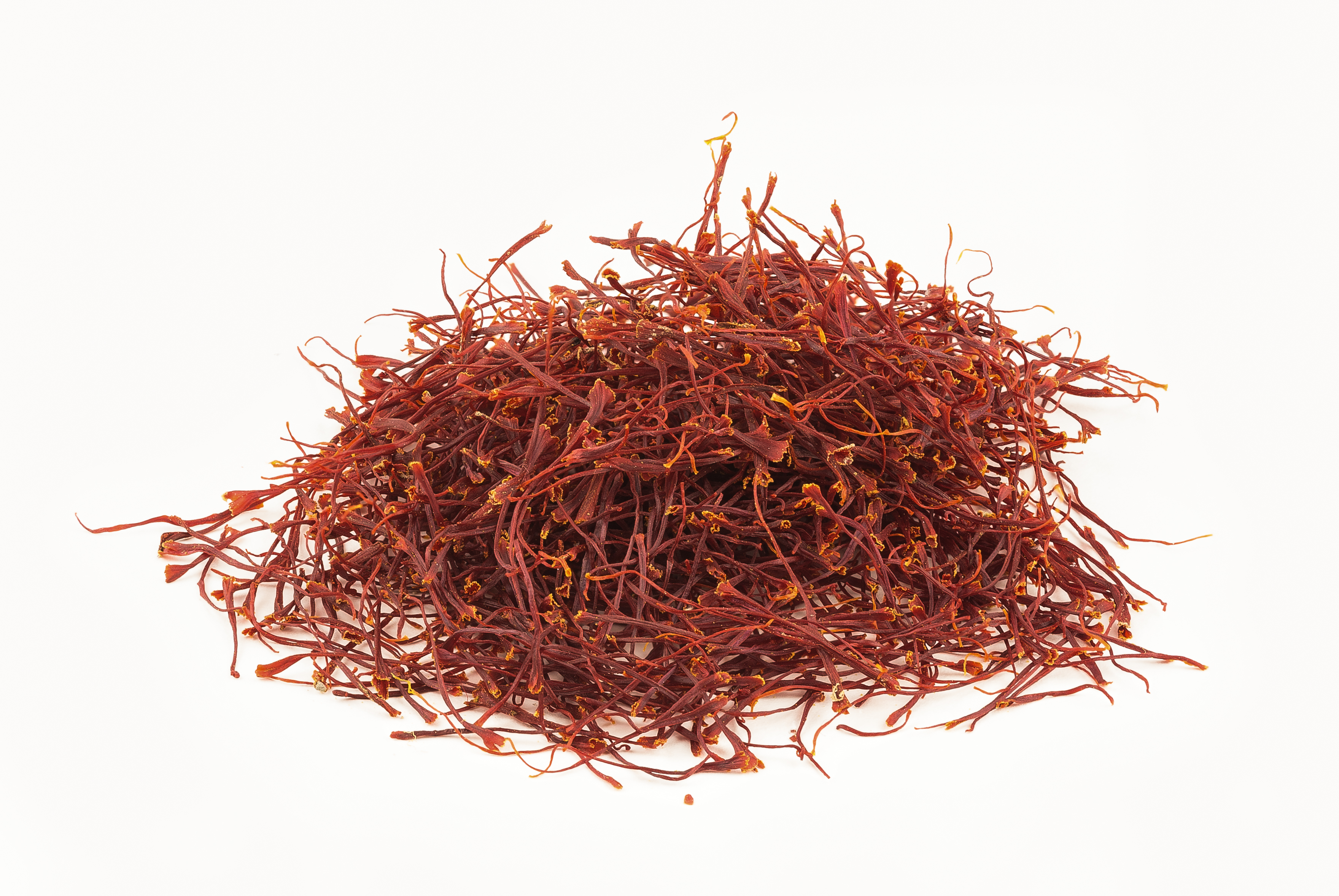
Pistilli rossi di alta qualità di zafferano austriaco

Le nazioni che producono quantità minori di zafferano non hanno termini specifici per le diverse classi e possono produrne solo una. Di contro, i produttori artigianali in Europa e Nuova Zelanda hanno la maggior parte del lavoro nella raccolta di zafferano mirata all'alta qualità, offrendo solo un prodotto di classe estremamente alta.
In aggiunta alle descrizioni basate sul metodo di raccolta, lo zafferano può essere categorizzato in base allo standard internazionale ISO 3632 dopo misurazioni in laboratorio del contenuto in crocina (responsabile del tipico colore), picrocrocina (responsabile del gusto) e safranale (responsabile dell'aroma). Spesso però sull'etichetta del prodotto non c'è una chiara informazione riguardo alla classe e solo una piccola parte dello zafferano in vendita pronto nel Regno Unito è etichettato con la categoria ISO. Questa mancanza di informazioni rende difficile per gli acquirenti condurre delle scelte consapevoli al momento di comparare i prezzi e acquistare zafferano.
Secondo lo standard ISO 3632 è dirimente anche la determinazione del contenuto che non provenga dagli stigmi ("contenuto in scarti floreali") e di altre sostanze estranee come materiali inorganici (le "ceneri" della chimica analitica, residuali dopo la combustione di un campione). Gli standard per la classificazione vengono stabiliti dall'Organizzazione internazionale per la normazione, una federazione di organizzazioni nazionali di standardizzazione. L'ISO 3632 riguarda unicamente lo zafferano e fissa tre categorie: III (di qualità più bassa), II e I (di qualità più alta). Precedentemente esisteva anche una categoria IV, al di sotto della III. I campioni vengono assegnati alle varie categorie valutando il contenuto di crocina e picrocrocina nella spezie, rivelato dalla misura dell'assorbanza specifica all'analisi per spettrofotometria. Il safranale è trattato in maniera leggermente diversa, poiché le misurazioni non vengono distinte in base a valori soglia, ma i campioni di ogni categoria devono restituire un valore tra 20 e 50.
Questi dati vengono misurati attraverso analisi spettrofotometriche eseguite in laboratori certificati presenti in tutto il mondo. Una maggiore assorbanza indica maggiori livelli di crocina, picrocrocina e safranale, e di conseguenza un maggior potenziale colorante, ed è anche segno di una maggiore intensità per grammo. Il valore di assorbanza della crocina è chiamato "forza colorante" dello zafferano esaminato e può variare da un minimo inferiore a 80 (tipico della categorie IV) fino a un massimo di 200 e oltre (per la categoria I). I campioni migliori (costituiti dalle punte degli stigmi, per la maggior parte rosso-marroncine, selezionate dai fiori più pregiati) forniscono all'esame una forza colorante superiore a 250, rendendo uno zafferano di questo livello quattro volte più intenso di uno di categoria IV. I prezzi di mercato delle diverse varietà dipendono da queste categorie ISO. Il sargol e il coupé ricadono generalmente nella categoria I dell'ISO 3632, il pushal e il mancha nella II. Su molte delle etichette delle confezioni di zafferano non vengono indicate né la categoria ISO 3632 né la forza colorante (che misura la crocina contenuta).
Molti coltivatori, commercianti e consumatori però rifiutano i risultati di questi test di laboratorio. Alcune persone preferiscono un metodo più olistico, campionando i lotti di pistilli in base a gusto, aroma, flessibilità e altre caratteristiche in una maniera simile a quella praticata dai degustatori di vino professionisti. Le informazioni sulle classi ISO 3632 e sulla forza colorante permettono comunque ai consumatori di fare comparazioni istantanee tra la qualità di diversi marchi, senza la necessità di acquistare e saggiare lo zafferano. In particolare, i consumatori possono calcolare il valore economico in base al prezzo per unità di forza colorante invece che in base al prezzo per grammo, vista l'ampia gamma di forza colorante che i diversi tipi di zafferano possono avere.
Nonostante tentativi per controllare la qualità e per una standardizzazione, una lunga storia di adulterazione dello zafferano, in particolare nelle varietà più economiche, continua ancora in tempi moderni. Sofisticazioni sono state documentate per la prima volta in Europa nel Medioevo, quando chi veniva trovato a vendere zafferano adulterato veniva giustiziato secondo il codice Safranschou. Metodi tipici includono il mescolamento in sostanze diverse come barbabietola, fibre di melograno, fibre di seta tinte di rosso, e gli stami gialli del croco, senza sapore e senza odore. Un altro metodo è quello di bagnare le fibre di zafferano con sostanze viscose come miele o oli vegetali per aumentarne il peso. Lo zafferano in polvere è comunque di più facile adulterazione, con curcuma, paprica e altre polveri usate come riempitivi per allungare la miscela. La sofisticazione può consistere anche nella vendita di miscele di diverse classi di zafferano etichettate in modo fallace. In India infatti, lo zafferano di alta intensità del Kashmir viene spesso venduto e mescolato con un più economico zafferano iraniano d'importazione, fenomeno che è costato ai coltivatori del Kashmir molti dei loro guadagni.

### Tipologie

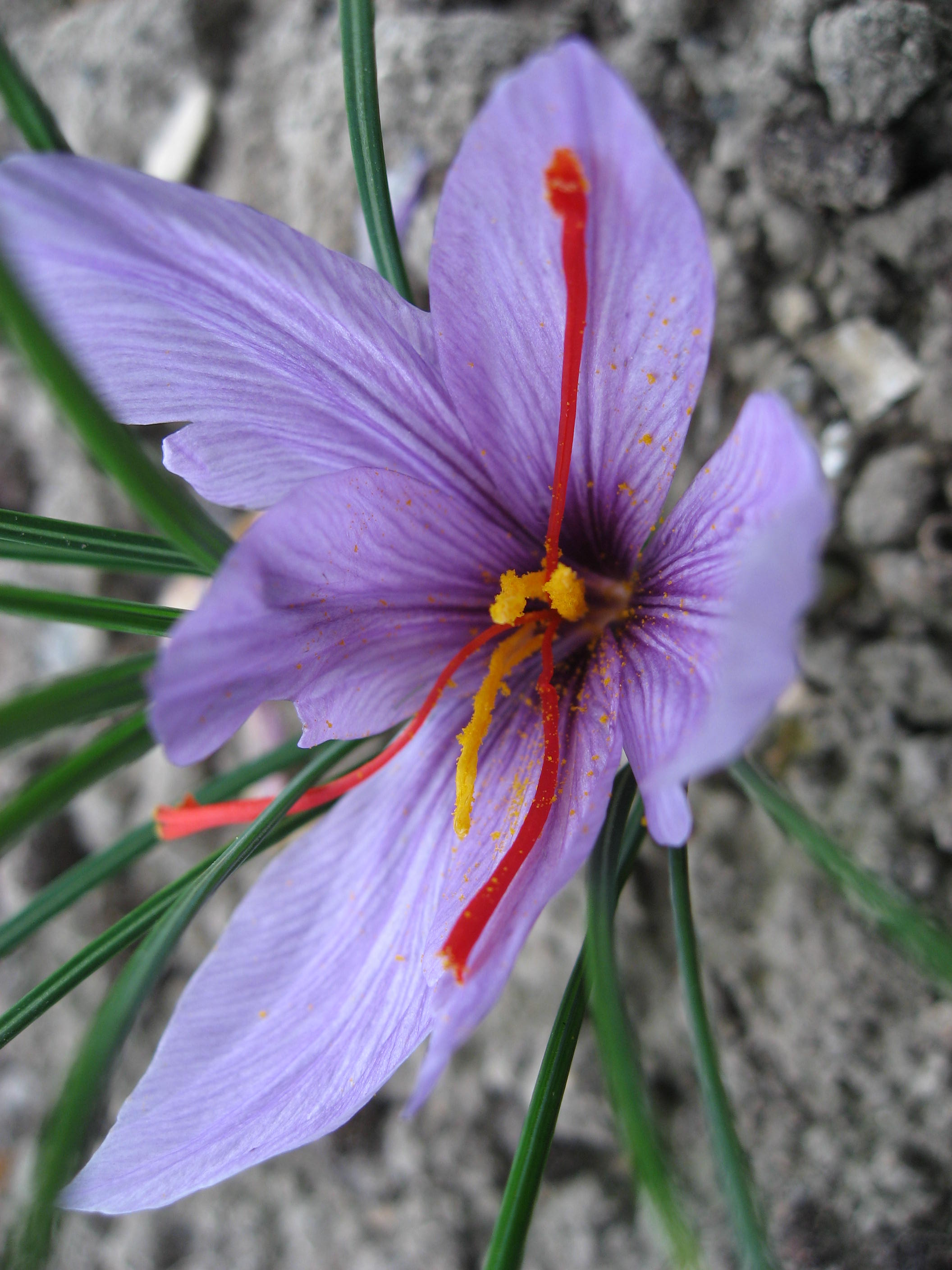
Lo zafferano di differenti nazioni, raccolto e seccato in vari modi, dà diverse qualità finali

Le diverse cultivar del croco da zafferano danno origine a tipi di pistilli spesso distribuiti regionalmente e caratteristicamente distinti. Le varietà (non nel senso botanico) spagnole, inclusi i nomi commerciali "Spagnolo Superiore" e "Creme", hanno generalmente colore, sapore e aroma più dolce e vengono classificati in base a standard stabiliti dal governo. Le varietà italiane sono leggermente più forti di quelle spagnole, anche se le più intense sono generalmente quelle iraniane. Diverse piccole coltivazioni provengono da Nuova Zelanda, Francia, Svizzera, Inghilterra, Stati Uniti e altri paesi. Negli USA, lo zafferano tedesco della Pennsylvania (Pennsylvania Dutch), conosciuto per le sue note "di terra", è commerciato in piccole quantità.
I consumatori possono considerare alcune cultivar come qualitativamente superiori. Lo zafferano dell'Aquila è caratterizzato da un alto contenuto in safranale e crocina, una forma specifica dei pistilli, un aroma insolitamente pungente e un colore intenso; cresce esclusivamente in otto ettari sull'altopiano di Navelli, vicino a L'Aquila, nella regione italiana d'Abruzzo. Venne introdotto per la prima volta da un monaco domenicano durante l'epoca dell'inquisizione spagnola. La più grande coltivazione di zafferano in Italia si trova però a San Gavino Monreale, in Sardegna, dove ne crescono 40 ettari, che rappresentano il 60% della produzione nazionale; anche lo zafferano di Sardegna ha un contenuto insolitamente alto in crocina, picrocrocina e safranale. Un altro tipo è lo zafferano "Mongra" o "Lacha" del Kashmir (Crocus sativus 'Cashmirianus'), tra i più difficili da reperire sul mercato per i consumatori; ripetute siccità, ruggini e carenze nei raccolti nell'area indiana del Kashmir insieme al divieto indiano di esportazione contribuiscono a far raggiungere dei prezzi proibitivi. Lo zafferano del Kashmir è riconoscibile dal suo colore granata-purpureo ed è tra i più scuri del mondo, con sapore, aroma ed effetto colorante forti.

## Lavorazione
Gli stigmi vanno raccolti a mano, con delicatezza, per non rovinarli. Per un chilogrammo di spezie occorrono circa centoventimila fiori. Per questo motivo i pistilli di zafferano costano almeno 12 000 euro al chilogrammo. A seconda delle varietà dei bulbi e dei climi la raccolta dei fiori avviene fra ottobre e novembre.

### Libri
- Gaetano Cantoni, Piante tintorie §Dello Zafferano, in Trattato completo di agricoltura, II, 1ª ed., Milano, Francesco Vallardi, 1855,  p. 96. URL consultato il 26 marzo 2015.

### Articoli su riviste
- Guido Agostinucci, Zafferano - Crocus sativus L., in Rivista di agraria.org, n. 82, 1º giugno 2009, ISSN 1970-2639 (WC · ACNP). URL consultato il 26 marzo 2015.
- (EN) Monica Bononi, Paola Milella e Fernando Tateo, Gas chromatography of safranal as preferable method for the commercial grading of saffron (Crocus sativus L.) (abstract), in Food Chemistry, vol. 176, Amsterdam, Elsevier, 1º giugno 2014,  pp. 17-21, DOI:10.1016/j.foodchem.2014.12.047, ISSN 0308-8146 (WC · ACNP). URL consultato il 26 marzo 2015.

### Altro
- F. Tateo, M. Bononi e G. Andreoli, Zafferano: una spezia molto ..."sofisticata"., su foodchem.unimi.it, Food & Environment Analytical Research Laboratories - Di.Pro.Ve - UniMi, 19 marzo 2009. URL consultato il 26 marzo 2015 (archiviato dall'url originale il 2 aprile 2015).
- Zafferano, in Treccani.it – Enciclopedie on line, Roma, Istituto dell'Enciclopedia Italiana.
- Zafferano, in Enciclopedia Italiana, Roma, Istituto dell'Enciclopedia Italiana.